# Odontodactylus scyllarus
Odontodactylus scyllarus är ett kräftdjur i ordningen mantisräkor. Den är en av de större, aktivare och färggladare arterna i släktet, som även hålls i akvarium och används inom forskning. 

## Beskrivning

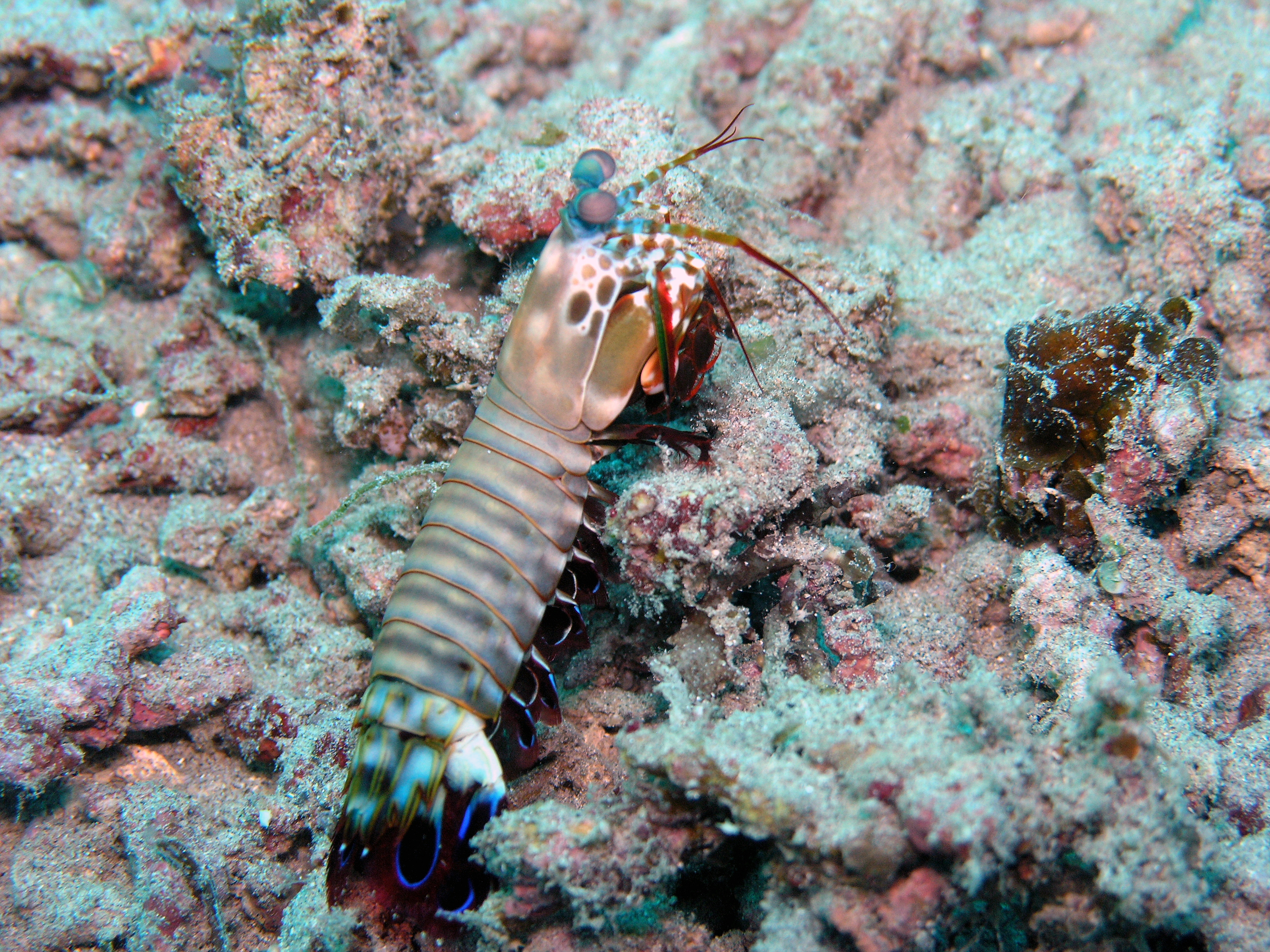
Färgteckningen mellan individer skiljer sig, vissa är mer kamouflerade än andra.

Detta färgglada kräftdjur kan nå längder mellan 3 och 18 cm och påminner i utseende något om en hummer, även om de inte är släkt. Hos Odontodactylus scyllarus förekommer det könsdimorfism, medan hanen har ett brett spektrum av klara färger, som rött, grönt, turkost och så vidare, är honorna till största delen rödfärgade. Djuret är bilateralt symmetriskt, vänster och höger sida är spegelbilder. Precis som andra kräftdjur har de en kraftig ryggsköld som skydd, tre benpar för att hålla fast bytesdjur och massiva ”klubbor”, förhårdnade strukturer av exoskelett som de använder för att jaga med.

## Ekologi och levnadssätt
Odontodactylus scyllarus naturliga livsmiljö är tropisk, marin miljö och korallrev. Arten finns på ett djup mellan 3 och 40 m. Djuret föredrar korallrev eftersom det finns möjligheter att gömma sig bland skrevor och mellanrum i reven, men kan även påträffas på sandbotten ibland. De ideala vattentemperaturerna är mellan 22 och 28 grader Celsius.
Mantisräkor betraktas som aggressiva jägare, denna art utgör inget undantag. De är aktiva både dag som natt och lever solitärt förutom vid parning. Det förekommer även monogami. Odontodactylus scyllarus är revirhävdande mot artfränder. Ofta håller de sig i närheten av bohålan, som de gräver ut vid botten av korallreven. Bohålan brukar ha formen av ett U. Kräftdjuret försvarar reviret genom att klubba mot andra boxarräkors svans, som därför är kraftigt armerad.
Odontodactylus scyllarus jagar genom att klubba andra djur som krabbor, mollusker och snäckor. Djuret spänner musklerna och klubban fungerar elastiskt, vilket tillåter dem att slå med hög hastighet. Man har lyckats mäta farten till 20 m/s för ett slag, vilket är djurvärldens snabbaste. Klubban kan dessutom generera två slag, bytet träffas först av smällen, sedan av en chockvåg som bildas. Under en kort tid kan även den hastiga rörelsen bilda bubblor som illuminerar vattnet runt om eller genererar värme som får det att koka. Rörelsen är dock för snabb för att detta ska kunna uppfattas med blotta ögat. Det vanligaste bytesdjuret utgörs av krabbor, som mantisräkan krossar skalet på genom upprepade slag mot ryggskölden. Ibland tar den även småfisk, som kommer tillräckligt nära bohålan. 
Det finns få djur man känner till som jagar Odontodactylus scyllarus. Det enda djur man påträffat som haft mantisräka av denna art i magsäcken är gulfenad tonfisk. Mer troligt är det att yngre individer faller offer för rovdjur. Den generella livslängden brukar vara mellan 4 och 6 år, både i det vilda och i fångenskap.

## Kommunikation
Synen är det främsta sinnet. Odontodactylus scyllarus och övriga mantisräkor har djurvärldens mest avancerade ögon. Ögonen, som på denna art är rosa i färgen och sitter högt upp på huvudet, kan röra sig oberoende av varandra för att skanna av omgivningen. Genom att uppfatta polariserat ljus samt flera nyanser av ultraviolett har det spekulerats om att färgerna på exoskelettet uppfyller ett viktigt syfte vid kommunikation. Det är troligt att djuren uppfattar andra mönster och färger på varandra och signalerar sin närvaro på det viset. Vidare känner de även vibrationer och lukter i vattnet.  

## Reproduktion
Det är svårt att observera exakt hur parningen går till eftersom den sker i bohålans skydd. Trots att det ofta förekommer monogami kan vissa individer ibland para sig med mantisräkor utanför parbildningen. Hanen släpper sperman som äggen får ta emot för befruktning. Honan bär äggen på utsidan av kroppen, också kallat ovipari. Äggen bärs runt på bröstkorgen innan honan sedan placerar dem i bohålan, ruvar och håller dem rena tills larverna kläckts och äter inget under den tiden.

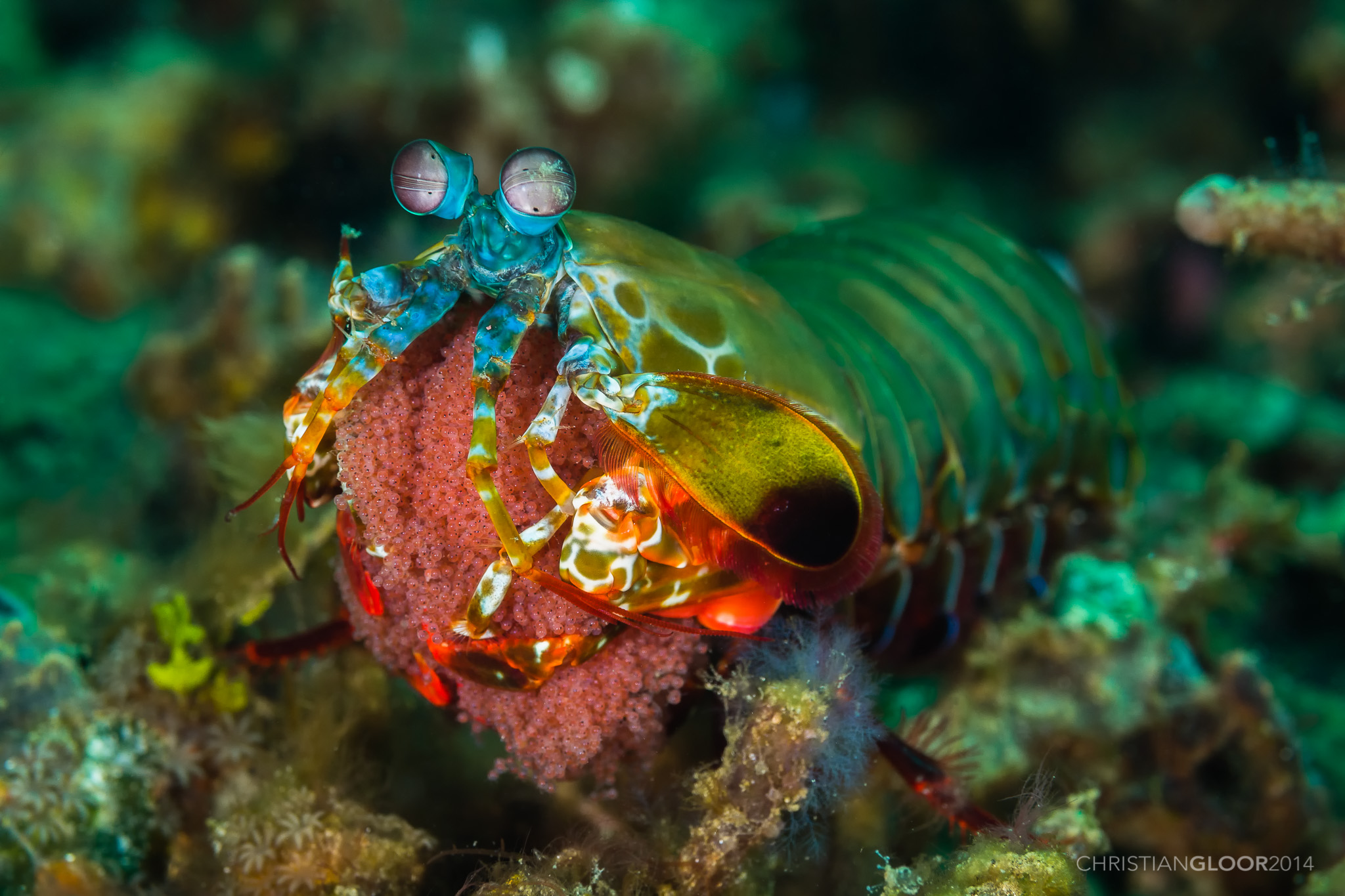
Mantisräka med ägg

Odontodactylus scyllarus måste genomgå metamorfos för att bli vuxna, de har sju larvstadier. Just denna art har varit svår att studera, men en nära släkting, Gondodactylus bredini, antas ha ett liknande reproduktionssätt som denna art. De tre första larvstadierna varar i 1–3 dagar och under den tiden stannar larverna i boet. Det fjärde larvstadiet varar i ca 6–8 dygn. De sista tre stadierna pågår så lång tid som 38 dagar. Efter en sista ömsning har larverna blivit vuxna individer.
Odontodactylus scyllarus parar sig året runt, mest under de varmare säsongerna. Då djuret främst är nattaktivt sker de flesta parningarna under den tiden på dygnet. Både honor och hanar blir könsmogna efter 35 till 70 dagar efter att de kläckts och parar sig flera gånger om året.

## Utbredning
Artens utbredningsområde sträcker sig från de södra havsområdena kring Japan i Stilla havet till kustområdena kring norra Australien samt mellan havsområdena kring östra Afrika och Guam.

## Förhållande till människan
Odontodactylus scyllarus är en art som är populär att hålla i akvarium, på grund av dess färger och relativt aktiva levnadssätt. Ibland kan det dock bli ett problem i och med att mantisräkan kan slå sönder glaset med sin klubb, och akvarister som bestämt sig för att utsmycka sitt akvarium med denna art måste förvissa sig om att akvarierna behöver extra kraftigt glas och att Odontodactylus scyllarus även kan äta upp andra djur i akvariet. På grund av detta faktum undviker vissa akvarister arten helt och hållet.
Det pågår även mycket forskning om hur komplexögonen fungerar. En hel del är fortfarande okänt, men man vet att de ser cirkulärt polariserat ljus (CPL) och förmodligen är det enda djur som kan uppfatta det. Med speciella glasögon kan även människor se CPL som ett starkt ljus, men mantisräkan uppfattar troligen våglängderna på ett annat sätt. Det är okänt vad djuren använder CPL för. Möjliga tillämpningar kan vara kommunikation eller att hanar lockar honor vid parning genom att reflektera ut ljuset från sina färgade mönster på exoskelettet. 
Ögonrörelserna hos djuret är inte koordinerade, oförutsägbart och sker med en frekvens av max 3 rörelser i sekunden. Vad som ger kräftdjuret en fördel är synorganens placering, högt upp på huvudet. Genom att röra ögonen oberoende av varandra får de ett brett synfält, och deras komplexa syn inspirerar nya tekniska hjälpmedel som kameror.

## Hotstatus
Enligt IUCN:s klassificering är Odontodactylus scyllarus Ej bedömd (NE) så artens utbredning eller populationsstatus är ej undersökt.

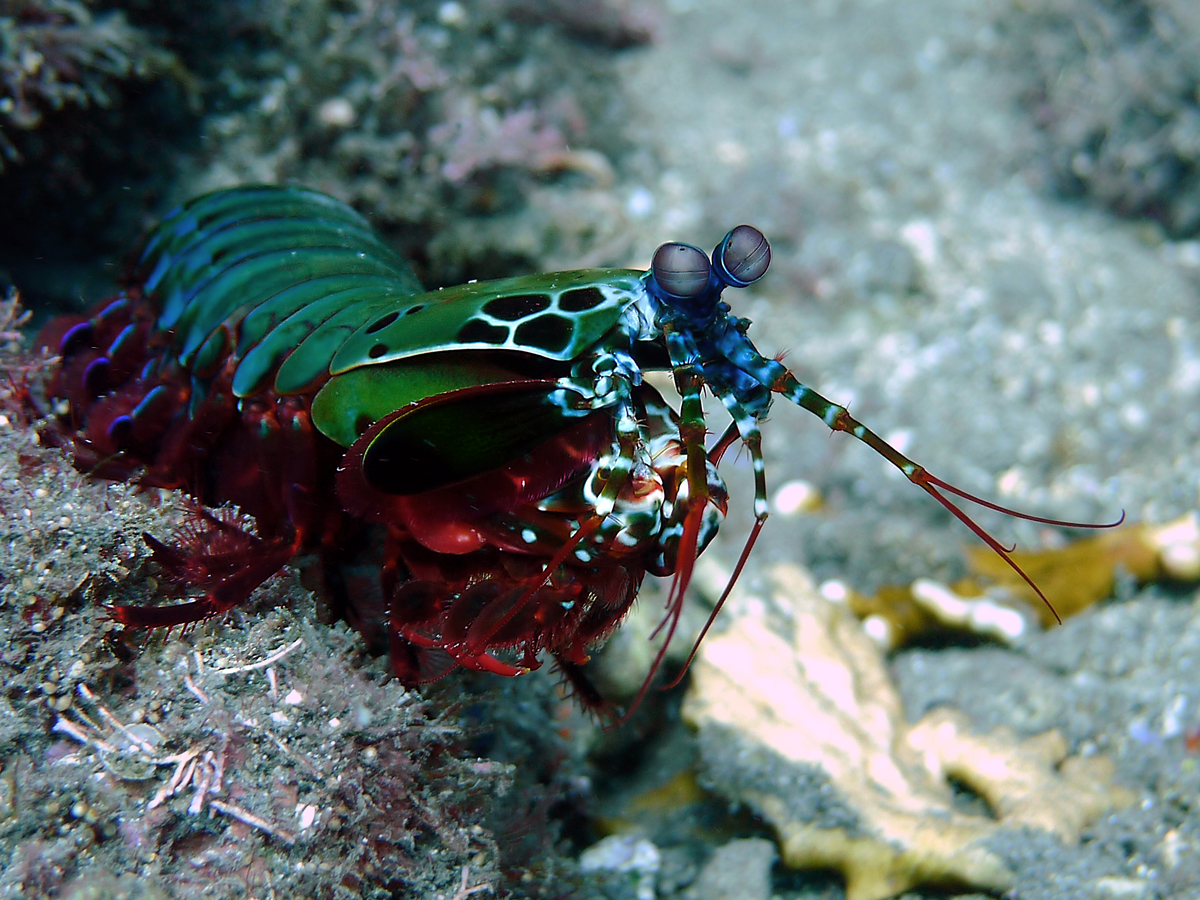
Hane
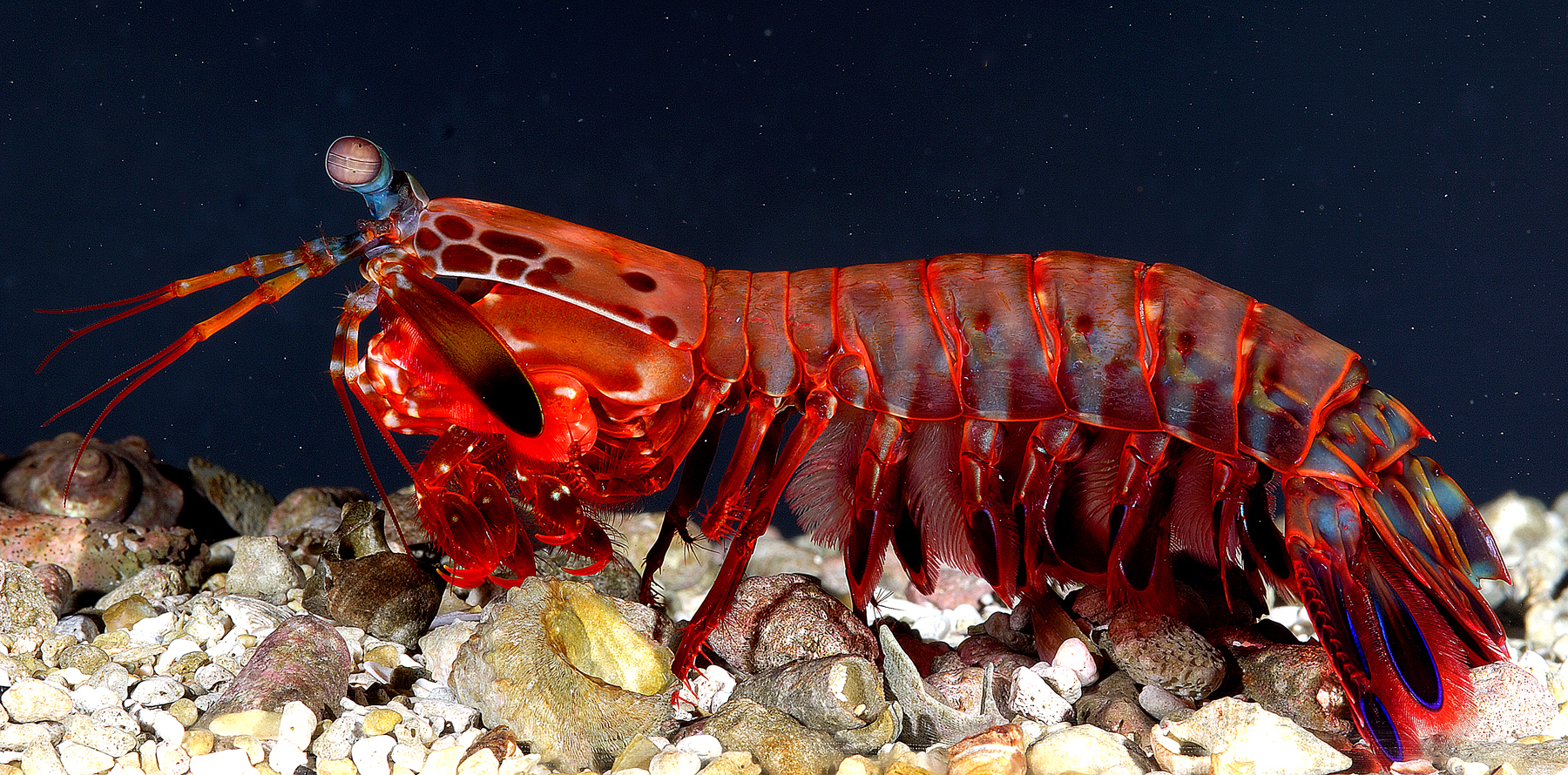
Hona
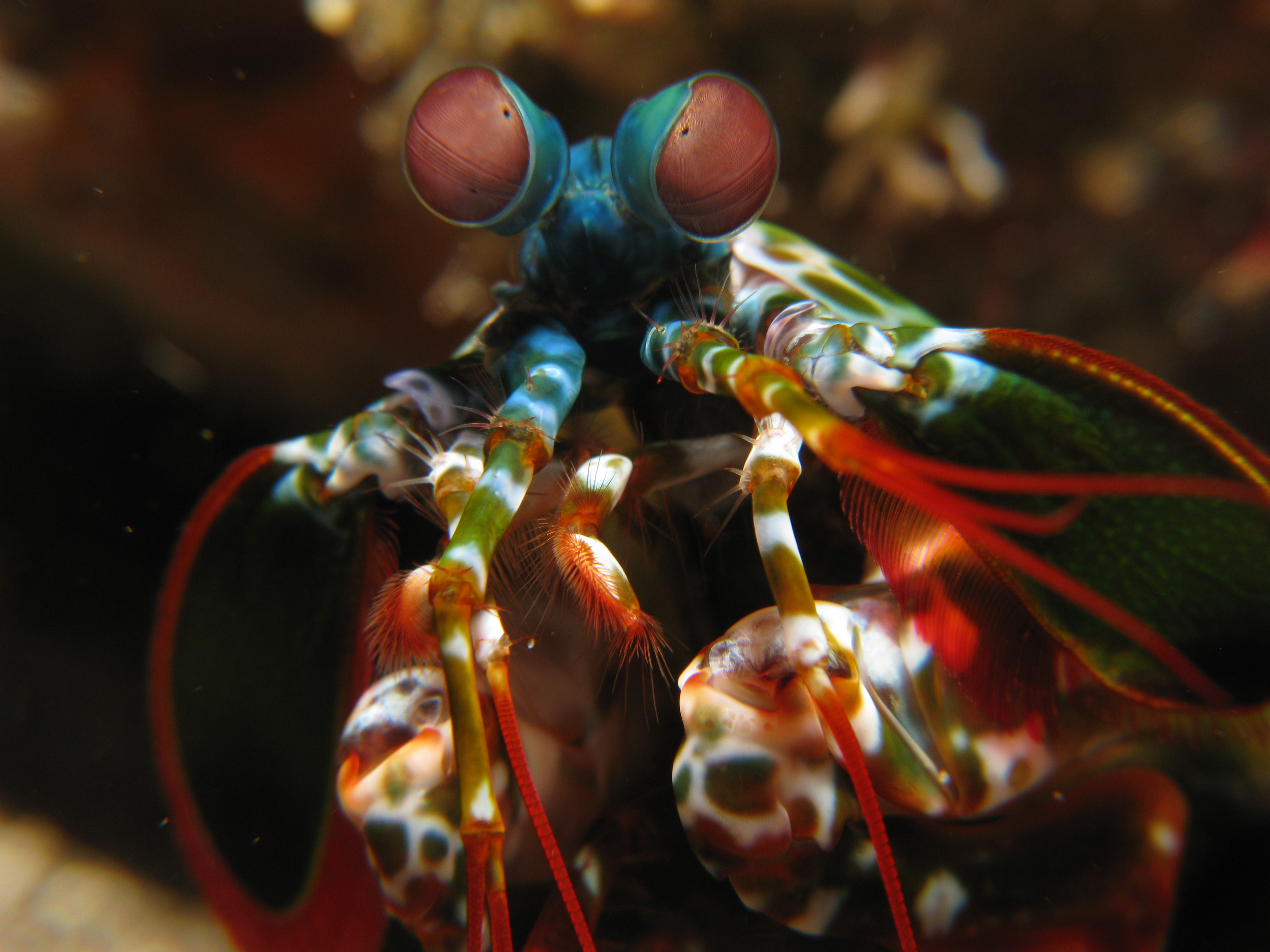
Djurets framsida
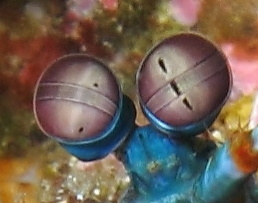
Närbild av ögonen
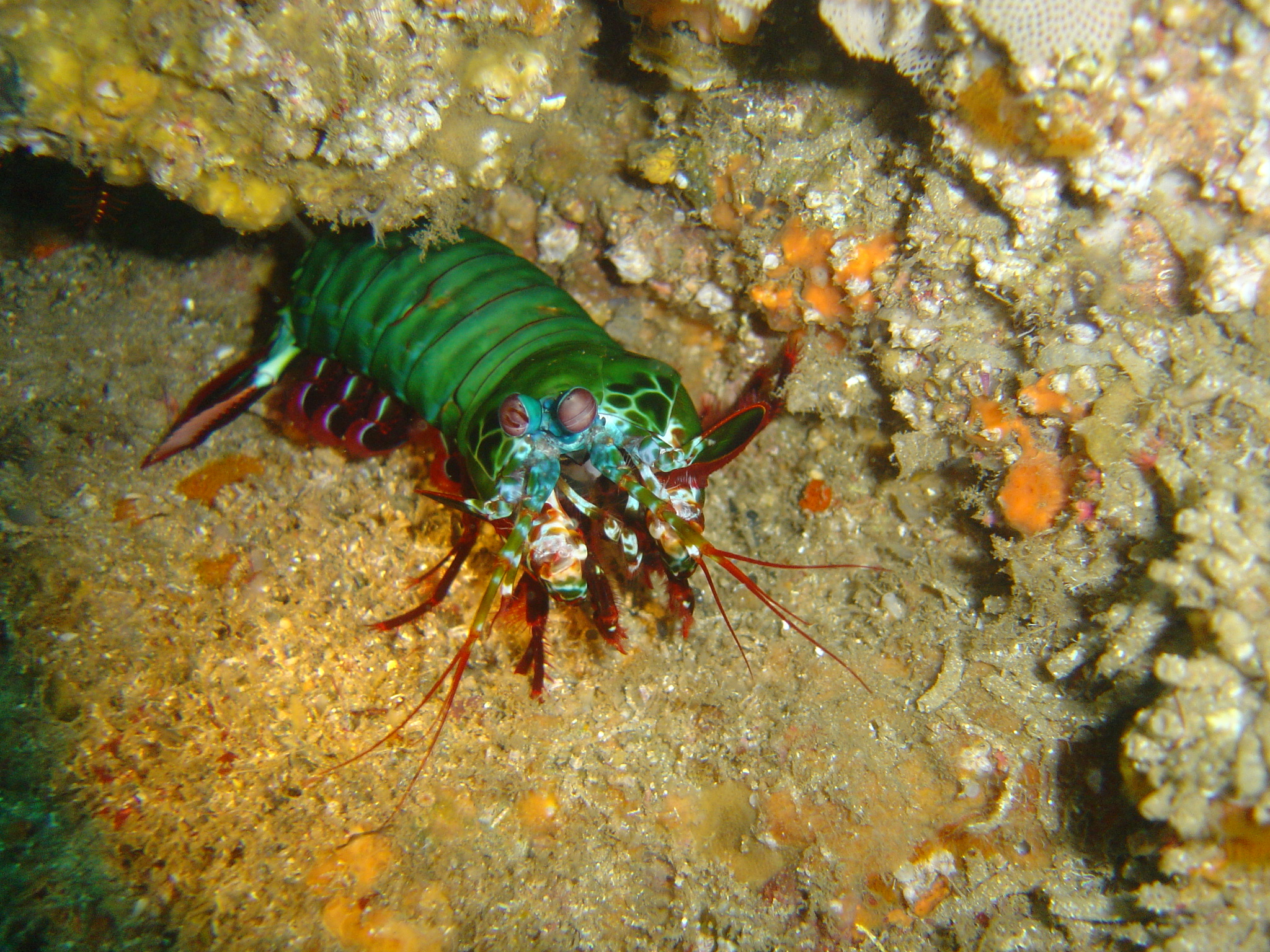
Individ i naturlig miljö